# ميركو بير
ميركو بير (بالمجرية: Beer Mirkó)‏ هو طبيب مجري، ولد في 20 فبراير 1905 في زينتا في صربيا، وتوفي في 4 أغسطس 1942 في ساراتوف في روسيا.